# Le barche, regate ad Argenteuil
Le barche, regate ad Argenteuil (Les Barques. Régates à Argenteuil) è un dipinto a olio su tela (60xcm 100 cm) realizzato nel 1874 dal pittore francese Claude Monet. È conservato nel Musée d'Orsay di Parigi.
Dal 1871 Monet si era trasferito ad Argenteuil e si era fatto costruire uno studio sopra un piccolo battello, per avere maggiore libertà di movimento lungo la Senna.